# Stadion Galgenwaard
Das Stadion Galgenwaard ist ein Fußballstadion in der niederländischen Gemeinde Utrecht. Der Fußballverein FC Utrecht trägt hier seine Heimspiele aus. Die Geschichte des 2004 neueröffneten Stadions begann in den 1930er Jahren.

## Geschichte

### Frühe Jahre

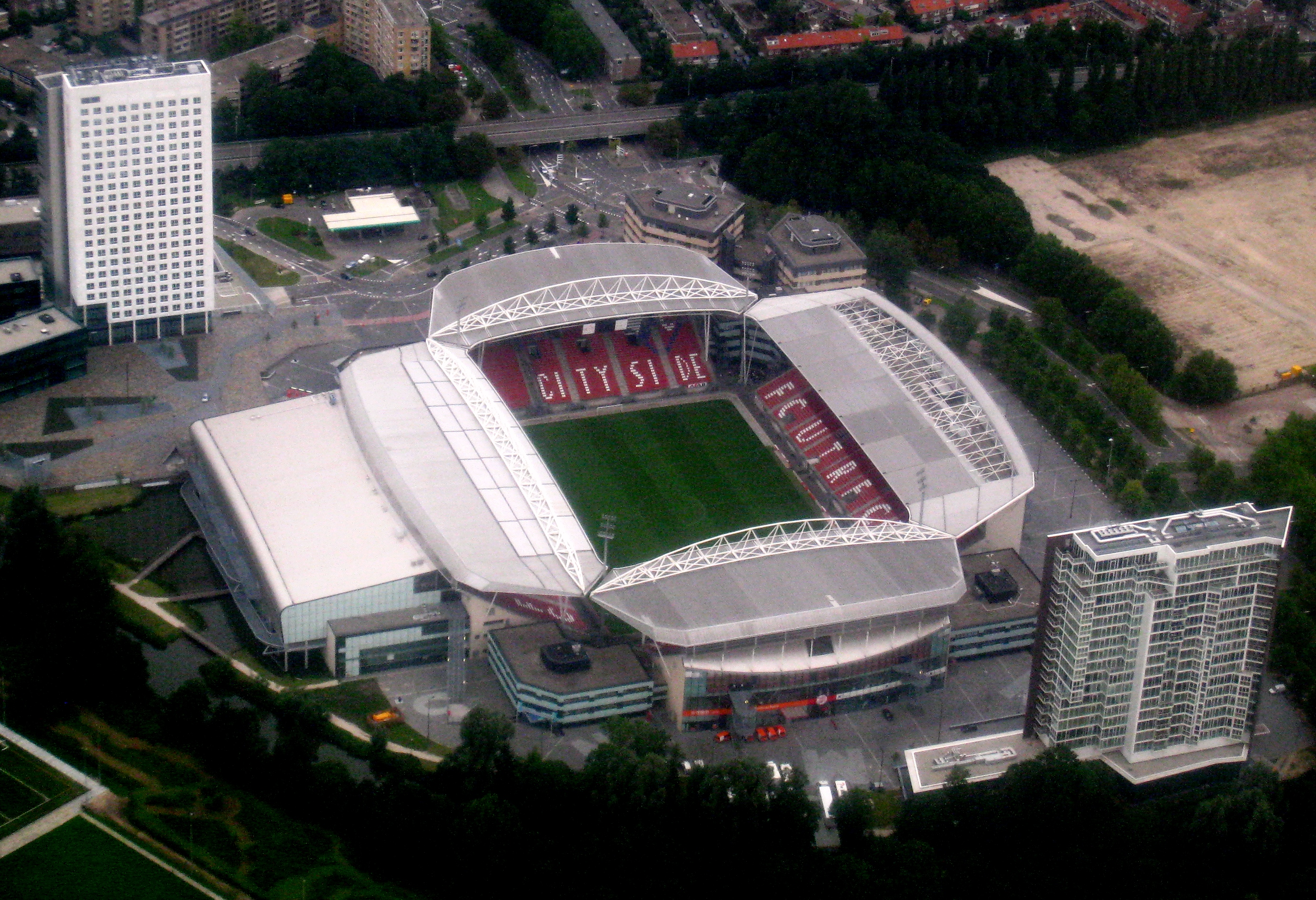
Das Stadion aus der Luft mit den zwei Wohnhochhäusern

Die Stadt Utrecht brauchte eine Sportstätte, in der verschiedenste Sportarten betrieben werden konnten. Nach einigen Schwierigkeiten wie einen geeigneten Standort zu finden und der Weltwirtschaftskrise begann man doch mit dem Bau.

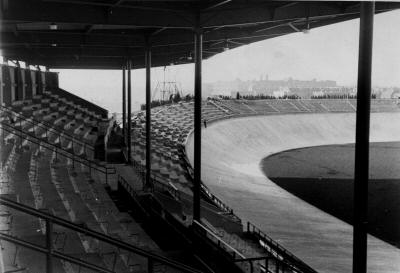
Bild des alten Stadions von 1936

Am 21. Mai 1936 wurde die Sportstätte eröffnet. Neben den Fußballspielen von USV Hercules und DOS Utrecht fanden auch Radrennen, Windhundrennen, Leichtathletik und Gymnastik statt. Auch wurden Kongresse der Zeugen Jehovas abgehalten.
Die Spiele waren gut besucht und an Sonntagen kamen Tausende in das Stadion mit 16.000 Plätzen.

### Nieuw Galgenwaard
Nach über 45 Jahren ging die Zeit des ersten Stadions zu Ende. Nach einem Spiel FC Utrecht gegen die PSV Eindhoven machte die Arena Platz für einen neuen Spielort. 1982 wurde „Nieuw Galgenwaard“ eröffnet. Es war seinerzeit eines der modernsten Stadien. Ein Graben rings um das Spielfeld machte Zäune unnötig.
Im Sommer 1998 wurde das Utrechter Stadion zum Austragungsort der Hockey-Weltmeisterschaft der Herren und Damen. Diese wurden zum ersten Mal gemeinsam an einem Ort ausgetragen. Dafür wurde der Naturrasen gegen einen Kunstrasen ausgetauscht. Das Herrenturnier gewannen der Gastgeber Niederlande. Bei den Damen siegten die Australierinnen.

### Renovierung
Nach zwanzig Jahren wurde eine Erweiterung und Modernisierung der Arena durchgeführt. Die Haupttribüne wurde nach Norden verlegt und zur Saison 2001/02 eröffnet. Ein Jahr später war die Gegentribüne fertig. Auch die Tribünen hinter den Toren wurden dann erneuert.
Seit dieser Zeit hat das Stadion knapp 24.500 Sitzplätze.
Hinter dem Stadion steht eine Sporthalle, die für Basketball, Volleyball und Turnen genutzt wird. Neben der Arena wurden zwei Wohntürme namens „Apollo-Residence“ gebaut. Seit dem 1. Januar 2002 trägt das Stadion offiziell den Namen „Stadion Galgenwaard“.
Im Jahr 2005 fand in den Niederlanden die Junioren-Fußballweltmeisterschaft statt. Zehn Spiele davon in Utrecht, darunter auch das Endspiel. Argentinien gewann durch zwei Tore von Lionel Messi gegen Nigeria mit 2:1.
2017 war das Fußballstadion einer von sieben Austragungsorten der Fußball-Europameisterschaft der Frauen.
Ab der Saison 2018/19 wird es im Sitzplatzstadion auf der Bunnikside-Tribüne 500 sichere Stehplätze (Safe Standing) geben. Dafür wird ein Teil des Blocks K umgewandelt. Der Verein reagierte damit auf den Wunsch der Fans.